# Lista de municípios do Amapá por área

Com uma área de quilômetros quadrados (km²), o Amapá ocupa 3,7% da Região Norte e 1,6741% do território nacional

Esta é uma lista dos municípios do estado do Amapá, por área territorial. Os dados são do Instituto Brasileiro de Geografia e Estatística (IBGE) e foram atualizados pela Portaria n° 177 de 15 de maio de 2020, publicada no Diário Oficial da União (DOU) em 19 de maio seguinte, tomando-se por base a divisão territorial do Brasil em 30 de abril de 2019.
| Posição          | Município               | Área (km²) | % do estado |
| ---------------- | ----------------------- | ---------- | ----------- |
| 1                | Laranjal do Jari        | 30 782,998 | 21,6065     |
| 2                | Oiapoque                | 23 034,392 | 16,1678     |
| 3                | Calçoene                | 14 117,297 | 9,9089      |
| 4                | Mazagão                 | 13 294,778 | 9,3316      |
| 5                | Pedra Branca do Amapari | 9 622,29   | 6,7539      |
| 6                | Amapá                   | 8 454,847  | 5,9344      |
| 7                | Serra do Navio          | 7 713,046  | 5,4138      |
| 8                | Tartarugalzinho         | 6 684,705  | 4,692       |
| 9                | Macapá                  | 6 563,849  | 4,6072      |
| 10               | Ferreira Gomes          | 4 973,855  | 3,4911      |
| 11               | Pracuúba                | 4 948,508  | 3,4733      |
| 12               | Porto Grande            | 4 428,013  | 3,108       |
| 13               | Vitória do Jari         | 2 508,979  | 1,761       |
| 14               | Cutias                  | 2 179,114  | 1,5295      |
| 15               | Itaubal                 | 1 622,867  | 1,1391      |
| 16               | Santana                 | 1 541,224  | 1,0818      |
| Área média (km²) | Área média (km²)        | 8 904,4226 | 8 904,4226  |